# Milorad Radovanović
Pour les articles homonymes, voir Radovanović.
Milorad Radovanović (en serbe cyrillique : Милорад Радовановић ; né le 4 septembre 1947 à Belgrade et mort le 10 juin 2020) est un linguiste serbe. Il est membre de l'Académie serbe des sciences et des arts et membre de la Section de Novi Sad de l'Académie serbe des sciences et des arts.
Ses domaines de recherches sont la linguistique générale, la sémantique, la syntaxe et la sociolinguistique.

## Biographie
Né en 1947 à Belgrade, Milorad Radovanović termine ses études élémentaires en 1962 à Sarajevo et ses études secondaires en 1966 à Novi Sad. En 1970, il obtient un baccalauréat universitaire (B.A.) dans le domaine de la linguistique des langues slaves du sud à la Faculté de philosophie de l'université de Novi Sad puis, en 1972, un master à la Faculté de philologie de l'université de Belgrade avec un mémoire portant sur la syntaxe et la sémantique. En 1976, il obtient un doctorat de la Faculté de philosophie de Novi Sad avec une thèse intitulée Le Nom comme condenseur du sens de la phrase.
En 1970, il devient assistant au département de slavistique de la Faculté de philosophie de Novi Sad ; en 1977, il y devient professeur assistant, en 1981 professeur associé et en 1986 professeur titulaire. En 1988-1989, il est professeur invité à l'université Cornell d'Ithaca.
En 2003, il est élu membre correspondant de l'Académie serbe des sciences et des arts et, en 2012, il devient membre titulaire de cette académie.
Il meurt le 10 juin 2020.